# Transparens (optik)

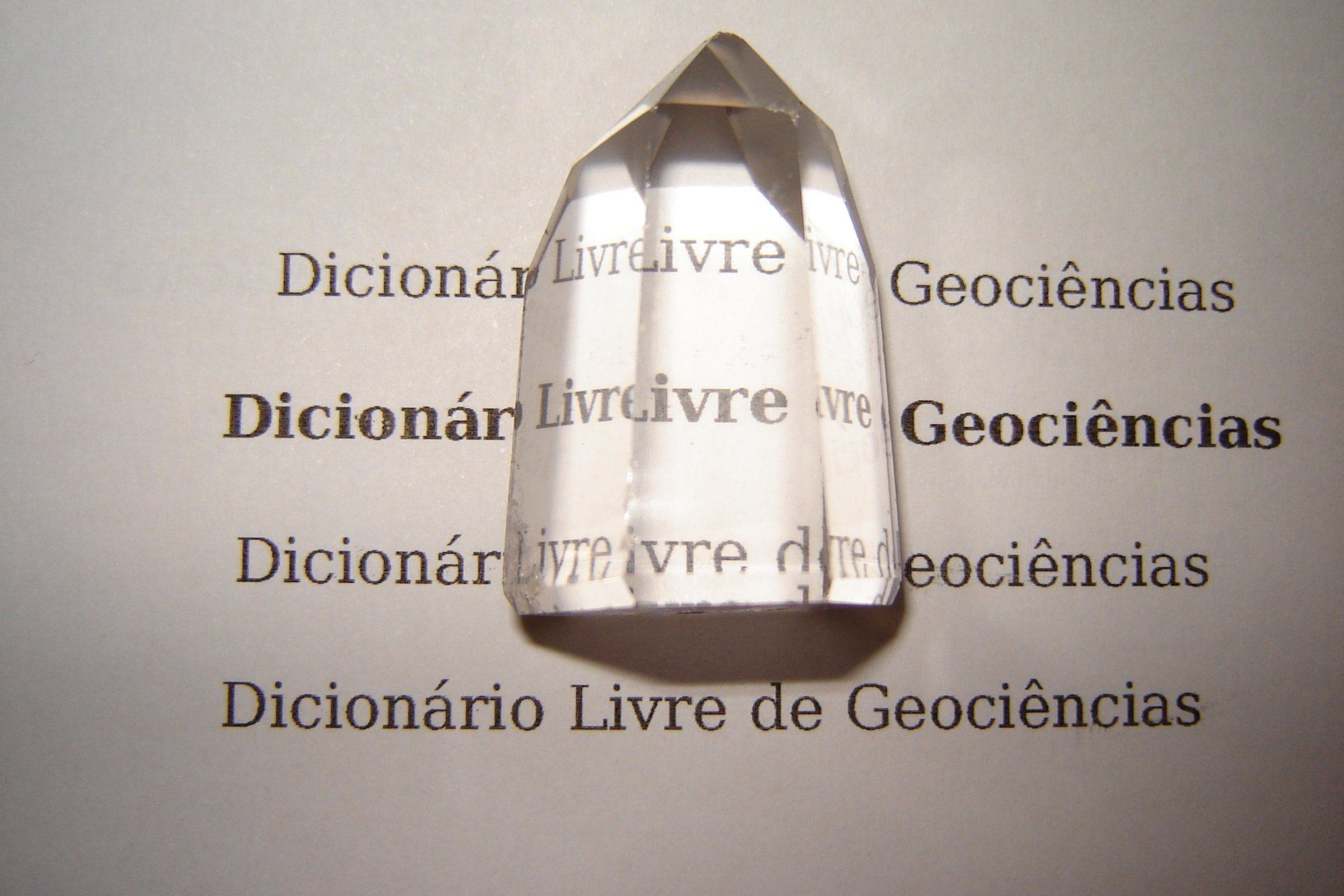
Bergkristall, en vattenklar form av kvarts.

Transparens (även genomskinlighet, genomsynlighet eller pelluciditet) är en materialegenskap som innebär att ljus släpps igenom, och att detaljer bakom det transparenta materialet kan urskiljas klart, till skillnad från translucens (genomlysande). Vanligt fönsterglas, vatten och bergkristall är transparenta för synligt ljus. Färgade genomskinliga ämnen är absorberande för vissa färger i det synliga spektrumet. Ett homogent brytningsindex beskriver växelverkan mellan ljuset och det genomsynliga materialet. Ljuset utbreder sig längs räta linjer.

## Frånvaro av absorption

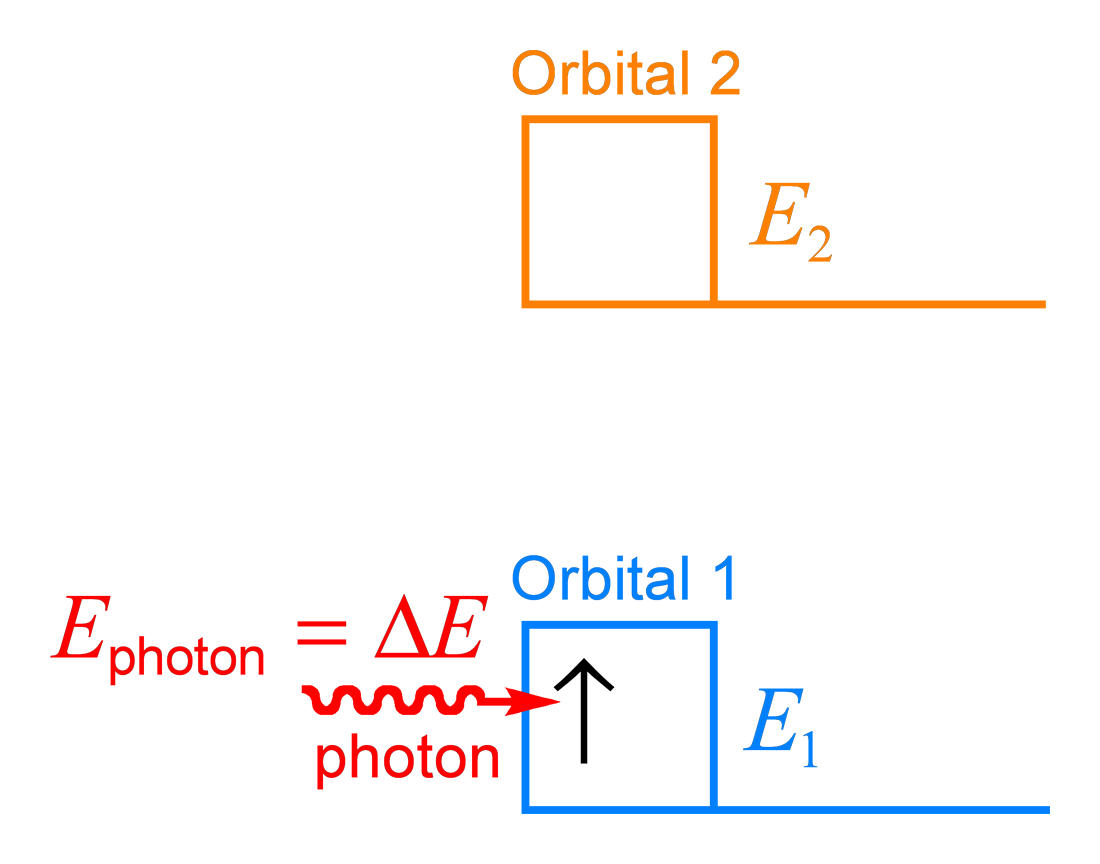
Molekyler absorberar ljus endast om fotonenergin motsvarar en energiskillnad mellan ockuperade och oockuperade orbitaler.

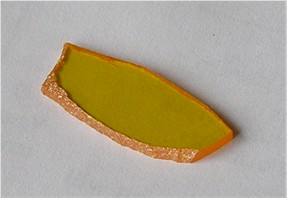
Fragment av ett fönster av zinkselenid

Transparenta och genomlysande material absorberar inte ljusenergin. Det beror på att ljusets fotoner inte har rätt energi för att göra excitationer i materialets molekyler eller kristallgitter. För synligt ljus är det elektronernas excitationer som är relevanta, medan infraröd strålning kan absorberas av atomernas rörelser.
I metaller kan ljus inte utbreda sig. Ljuset reflekteras vid ytan. Det är bara vid frekvenser högre än plasmaoscillationen som metaller kan bli transparenta. För alla vanliga metaller ligger plasmafrekvensen i det ultravioletta området.
Fria atomer kan absorbera ljus bara när fotonernas energi stämmer med en övergång till ett exciterat tillstånd. Detta ger upphov till absorptionslinjer, men för andra frekvenser är gasen transparent. Samma sak gäller molekyler. Molekyler som kväve och syre kan inte exciteras över ett brett område från infraröd till långt i det ultravioletta. Det är vattenånga och koldioxid som absorberar infrarött och det är ozon som absorberar UV.
I fasta ämnen ligger elektronernas energinivåer utspridda över olika kontinuum, som man kallar band. Elektronerna i de kemiska bindningarna har energier inom valensbandet. I icke-metaller är valensbandet separerat från de oockuperade tillstånden i det så kallade ledningsbandet. Skillnaden i energi mellan ledningsbandets botten och valensbandets topp kallas bandgap. Om detta gap är större än fotonenergin för violett ljus (ungefär 4 eV), kan det synliga ljusets fotoner inte absorberas. Ämnet är transparent för allt synligt ljus. Till exempel har diamant ett bandgap på 5,4 eV. Zinkselenid har ett bandgap på 3,6 eV. Violett och blått absorberas, men för andra våglängder är ämnet transparent. Resultatet av den här subtraktiva färgblandningen är att ZnSe ser gult ut, komplementfärgen.
Det finns ingen absolut skillnad mellan transparent och absorberande. Beers lag ger vid varje våglängd en absorbans eller absorptionslängd. Den kan vara mycket stor, som i glas som används i fiberkabel. I ZBLAN fluoridglas kan denna längd vara så stor som 1000 km.